# Comté de Loving
Le comté de Loving, en anglais : Loving County, est un comté situé dans l'ouest de l'État du Texas aux États-Unis. Fondé le 26 février 1887, le siège de comté est la census-designated place de Mentone.  Selon le recensement des États-Unis de 2020, sa population est de 64 habitants. En 2016, par rapport à la population estimée, le comté de Loving est le deuxième comté le moins peuplé des États-Unis. Il a une superficie totale de 1 752 km2, dont 1 732 km2 en surfaces terrestres. Le comté est nommé en mémoire d'Olivier Loving, un pionnier.

## Organisation du comté
Le comté de Loving est créé le 26 février 1887. Il résulte de la réorganisation du comté de Tom Green. Sur le plan judiciaire, il reste attaché au comté de Reeves, jusqu'au 8 juillet 1893, mais l'organisation du comté est jugée frauduleuse et celui-ci est officiellement désorganisé le 24 mai 1897. Le comté reste attaché à celui de Reeves, jusqu'au 14 mai 1931, date à laquelle il est définitivement autonome et organisé.
Le comté est baptisé en référence à Olivier Loving, un des premiers éleveurs du Texas, mortellement blessé par les Amérindiens dans la région de la rivière Pecos, alors qu'il dirigeait son troupeau,.

## Comtés adjacents
| Comté d'Eddy    | Comté de Lea, Comté d'Eddy     | Comté de Lea     |
| Comté de Reeves | comté de Loving                | Comté de Winkler |
| Comté de Reeves | Comté de Ward, Comté de Reeves | Comté de Ward    |

## Géographie - Climat

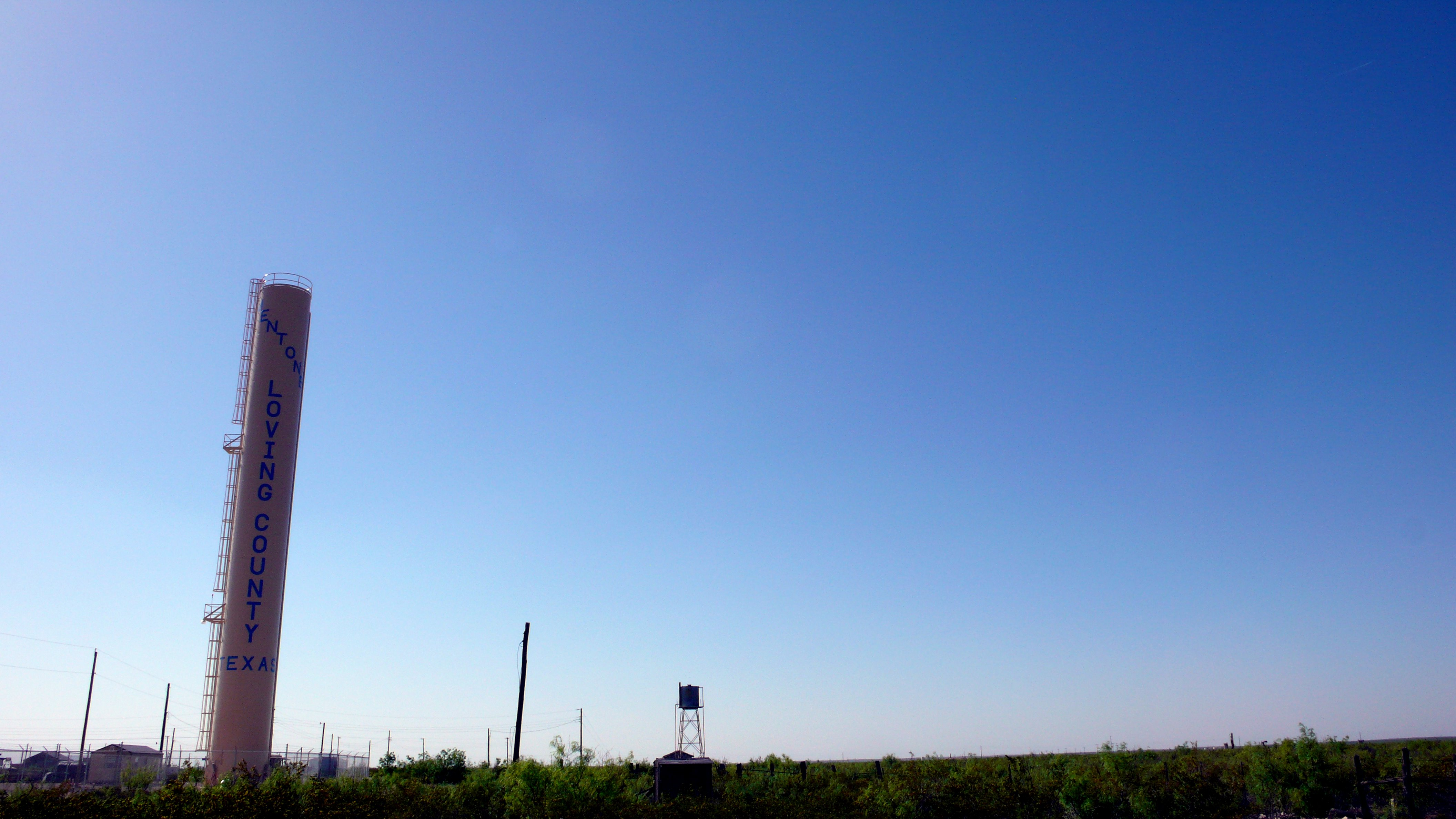
Un château d'eau du comté de Loving.

Le comté est situé dans le Bassin permien dans l'Ouest du Texas, aux États-Unis,. 
Il est bordé, à l'ouest, par la rivière Pecos et au nord par les comtés de Lea et d'Eddy au Nouveau-Mexique.
Le comté a une superficie totale de 1 752,6 km2, composée de 1 732,5 km2 de terres et de 20,1 km2 de zones aquatiques.
Les altitudes se situent entre 819 m et 1 009 m. Les températures moyennes varient de −1,6 °C en janvier à 35,5 °C en juillet. Les précipitations annuelles moyennes sont de 254 mm.

## Démographie
Lors du recensement de 2010, le comté comptait une population de 82 habitants. Elle est estimée, en 2017, à 134 habitants. Au regard de la population, le comté de Loving est, en 2016, le deuxième comté le moins peuplé des États-Unis (en), derrière le comté de Kalawao dans l'État d'Hawaï.

Pyramide des âges du comté de Loving (2000).

| Groupes           | Comté de Loving | Texas | États-Unis |
| ----------------- | --------------- | ----- | ---------- |
| Blancs            | 79,3            | 70,4  | 72,4       |
| Autres            | 8,5             | 26,3  | 23,8       |
| Métis             | 7,3             | 2,5   | 2,7        |
| Amérindiens       | 4,9             | 0,7   | 0,9        |
| Total             | 100             | 100   | 100        |
|                   |                 |       |            |
| Latino-Américains | 22,0            | 37,6  | 16,7       |

## Source de la traduction
- (en) Cet article est partiellement ou en totalité issu de l’article de Wikipédia en anglais intitulé « Loving County, Texas » (voir la liste des auteurs).